# شتیپسدورف
شتیپسدورف (به آلمانی: Stipsdorf) یک شهر در آلمان است که در زگه‌برگ واقع شده‌است. شتیپسدورف ۲۲۹ نفر جمعیت دارد.